# Souâd Bahéchar
Souâd Bahéchar est une enseignante, une conservatrice et une femme de lettres marocaine, née en 1953.

## Biographie
Née le 24 mars 1953 à Casablanca, elle effectue des études d'art et d'archéologie à l'université Paris-Sorbonne. De retour au Maroc, elle s'installe à Tanger. Elle enseigne l'histoire de l'art à l'Institut supérieur international de tourisme, et est nommée conservatrice du musée d'Al Kasbah, abritant des collections archéologiques et ethnographiques. Elle dirige ensuite  une galerie d'art, la galerie Tanjah Flandria, de 1990 à 1993? fait un séjour en Allemagne, puis revient à nouveau dans son pays natal.
Elle se consacre en parallèle à l'écriture, puis quitte son activité muséale pour privilégier la création littéraire,. Son premier roman, Ni fleurs ni couronnes, reçoit en 2001 le prix Grand Atlas. Dès ce premier roman, elle affirme un regard original sur la construction par une femme de son identité. Le récit est consacré à une jeune fille, nième fille d'un couple qui veut un héritier mâle, abandonnée lors de son enfance. Elle grandit seule en marge de l'habitation familiale, puis dans la forêt de son village, en enfant sauvage, avant d'être recueillie par l'instituteur. Mais l'intégration dans la communauté villageoise reste difficile,.

## Principales publications
- 2000 : Ni fleurs ni couronnes, roman, Éditions Le Fennec[6]
- 2005 : Le Concert des cloches, roman, Éditions Le Fennec[7].
- 2011 : Casablanca, un texte accompagnant des photographies de Marco Bardon, Éditions Filigranes.